# Aphex Twin
Richard David James (n. la 18 august 1971), cel mai bine cunoscut sub pseudonimul Aphex Twin, este un muzician și compozitor de muzică electronică, descris de ziarul The Guardian ca fiind "figura cea mai inventivă și influentă în muzica electronică contemporană". El a fondat casa de discuri Rephlex Records în 1991 cu Grant Wilson-Claridge.
Aphex Twin este, de asemenea, cunoscut și sub pseudonime ca AFX, Blue Calx, Bradley Strider, Caustic Window, DJ Smojphace, GAK, Martin Tressider, Polygon Window, Power-Pill, Prichard D. Jams, Q-Chastic, Tahnaiya Russell, The Dice Man, Soit-P.P., și speculativ Tuss.
Aphex Twin a lansat albume la casele de discuri Rephlex, Warp, R&S, Sire, Mighty Force, Rabbit City și Men Records.

## Discografie

### Release-uri (ca Aphex Twin)

#### Albume
- 1992 : Selected Ambient Works 85-92
- 1994 : Selected Ambient Works Volume II
- 1995 : ...I Care Because You Do
- 1995 : Melodies from Mars (ediție neoficială Unreal Records Canada Inc.)
- 1996 : Richard D. James
- 2001 : drukqs

#### Single-uri
- 1992 : Digeridoo  (sub pseudonimul de « The Aphex Twin »)
- 1992 : Xylem Tube
- 1993 : On/On Remixes
- 1995 : Ventolin/Ventolin Remixes
- 1995 : Donkey Rhubarb (de asemenea, socotită ca Icct Hedral, o ediție dedicată exclusiv promovării, în Regatul Unit)
- 1996 : Girl/Boy
- 1997 : Come to Daddy
- 1999 : Windowlicker
- 2005 : Analord 10

#### Remixe-uri

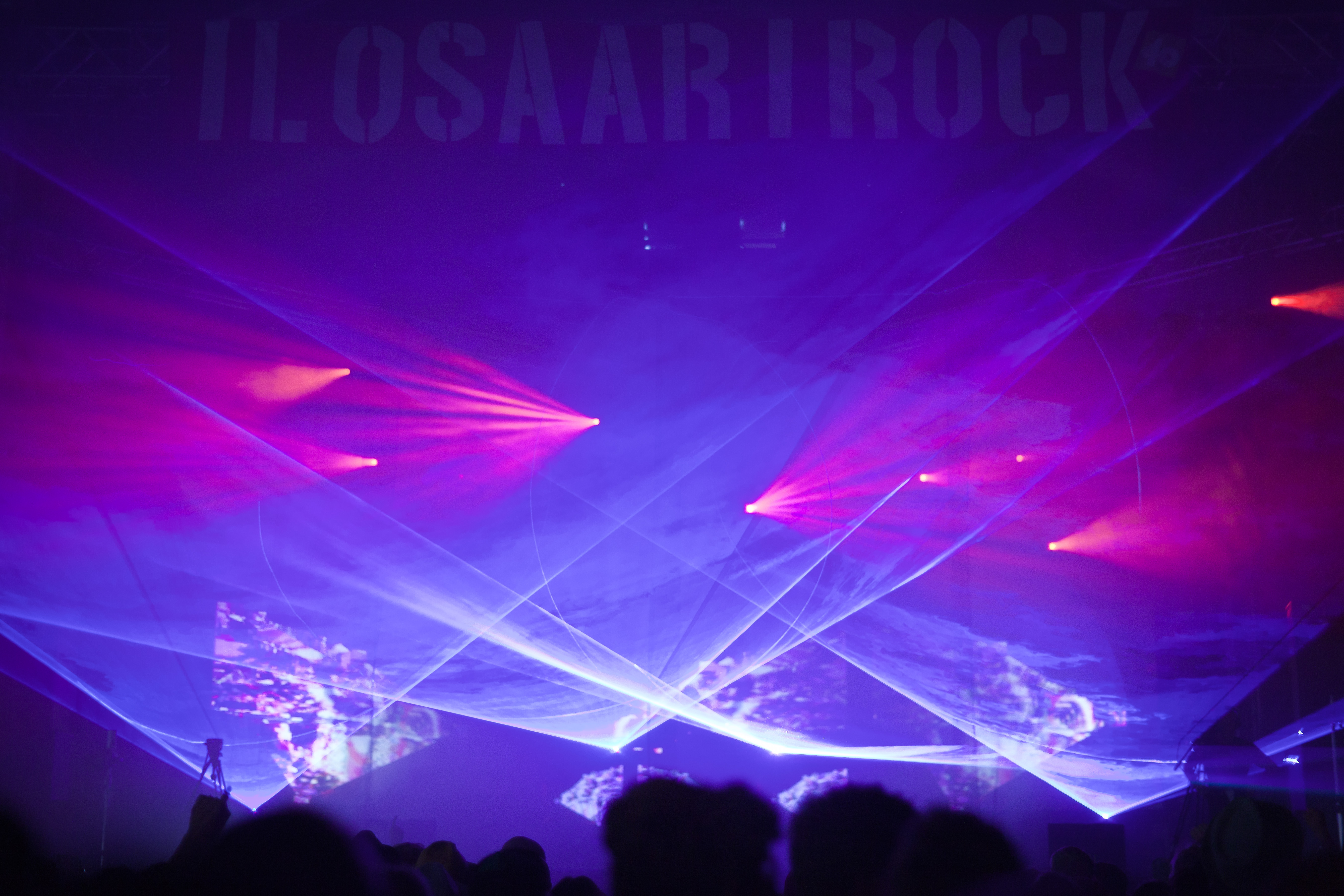
Ilosaarirock Festival 2011

- 1992 : Mescalinum United, We Have Arrived (Remixes By Aphex Twin & The Mover) :
  - « We Have Arrived (Aphex Twin QQT Mix) » (inclusă în Classics)
  - « We Have Arrived (Aphex Twin TTQ Mix) (inclusă în Classics)
- 1992 : Meat Beat Manifesto, Mindstream :
  - « Mindstream (Aphex Twin Mix) » (inclusă în 26 Mixes For Cash)
- 1993 : Jesus Jones, Zeroes And Ones:  
  - « Zeroes and Ones (Aphex Twin Reconstruction 1 Mix) »
  - « Zeroes and Ones (Aphex Twin Reconstruction 2 Mix)» (inclusă în 26 Mixes For Cash)
- 1993 : Curve, Falling Free:
  - « Falling Free (The Aphex Twin Remix) » (inclusă în 26 Mixes For Cash)
- 1993 : Saint Etienne : Hobart Paving / Who Do You Think You Are?
  - « Who Do You Think You Are? (Quex-RD) »
  - « Your Head My Voice (Voix Revirement) » (inclusă în 26 Mixes For Cash)
- 1993 : Seefel, Pure, Impure:
  - « Time to Find Me (AFX Fast Mix) » (inclusă în 26 Mixes For Cash)
  - « Time to Find Me (AFX Slow Mix) »
- 1993 : The Beatniks, Another High Exit:
  - « Une femme n'est pas un homme (Aphex Twin Mix) » (inclusă în 26 Mixes For Cash)
- 1995 : Phillip Boa & The Voodooclub, Deep in Velvet (Remixes):
  - « Deep in Velvet (Turnips Rmx) » (inclusă în 26 Mixes For Cash)
- 1995 : Gavin Bryars, Raising the Titanic - The Aphex Twin Mixes:
  - « Raising the Titanic (Mix) »
  - « Raising the Titanic (Big Drum Mix) » (inclusă în 26 Mixes For Cash)
- 1995 : Nine Inch Nails, Further Down the Spiral:
  - « At the Heart of It All »  (inclusă în 26 Mixes For Cash)
  - « The Beauty of Being Numb »  (inclusă în 26 Mixes For Cash)
- 1995 : Wagon Christ, Redone:
  - « Spotlight (Aphex Twin Remix) » (inclusă în 26 Mixes For Cash)
- 1996 : Kinesthesia, Empathy Box (Remixes):
  - « Triachus (Aphex Twin Mix) » (inclusă în 26 Mixes For Cash)
- 1996 : Nobukazu Takemura, Child's View Remix:
  - « Let My Fish Loose (Aphex Twin Mix) » (inclusă în 26 Mixes For Cash)
- 1996 : Die Fantastischen Vier, Liveunddirekt:
  - « Krieger (Aphex Twin Baldhu Mix) » (inclusă în 26 Mixes For Cash)
- 1996 : Nav Katze, Never Mind the Distortion:
  - « Ziggy (Aphex Twin Mix #1) » (inclusă în 26 Mixes For Cash)
  - « Change (Aphex Twin Mix #2) » (inclusă în 26 Mixes For Cash)
- 1996 : Mike Flowers Pops, The Freebase Connection:
  - « Debase (Soft Palate) » (inclusă în 26 Mixes For Cash)
- 1996 : Beck, The New Pollution:
  - « Devils Haircut (Richard's Hairpiece) »
- 1997 : Philip Glass, Heroes Remix:
  - « Heroes (Aphex Twin Remix) » (inclusă în 26 Mixes For Cash)
- 1997 : DMX Krew, Ffressshh!:
  - « You Can't Hide Your Love (Aphex Twin Mix) » (inclusă în 26 Mixes For Cash)